# BMW 4-es sorozat (F32)
A BMW 4-es sorozat első generációja a BMW F32 (Coupé verzió), a BMW F33 (kabrió változat) és a BMW F36 („Gran Coupé” néven forgalmazott ötajtós Coupé változat) sportautókból áll. Az F32/F33/F36 családot 2014 óta gyártják.
Az F32-t az ötödik generációs 3-as sorozatú E92 E93 kupé/kabrió modelljének utódjaként mutatták be. Az F32 az F30 3-as sorozattal együtt készül, és számos tulajdonságuk megegyezik. Az F30 3-as sorozathoz hasonlóan, az F32/F33/F36-ot turbófeltöltős benzin- és dízelmotorokkal is szerelik, 3 hengerrel (csak benzin), 4 hengerrel és 6 hengerrel.
Az F82/F83 M4 modelleket 2014 elején mutatták be. Ezeket az S55 turbófeltöltős hathengeres soros motor hajtja.

## Fejlesztés

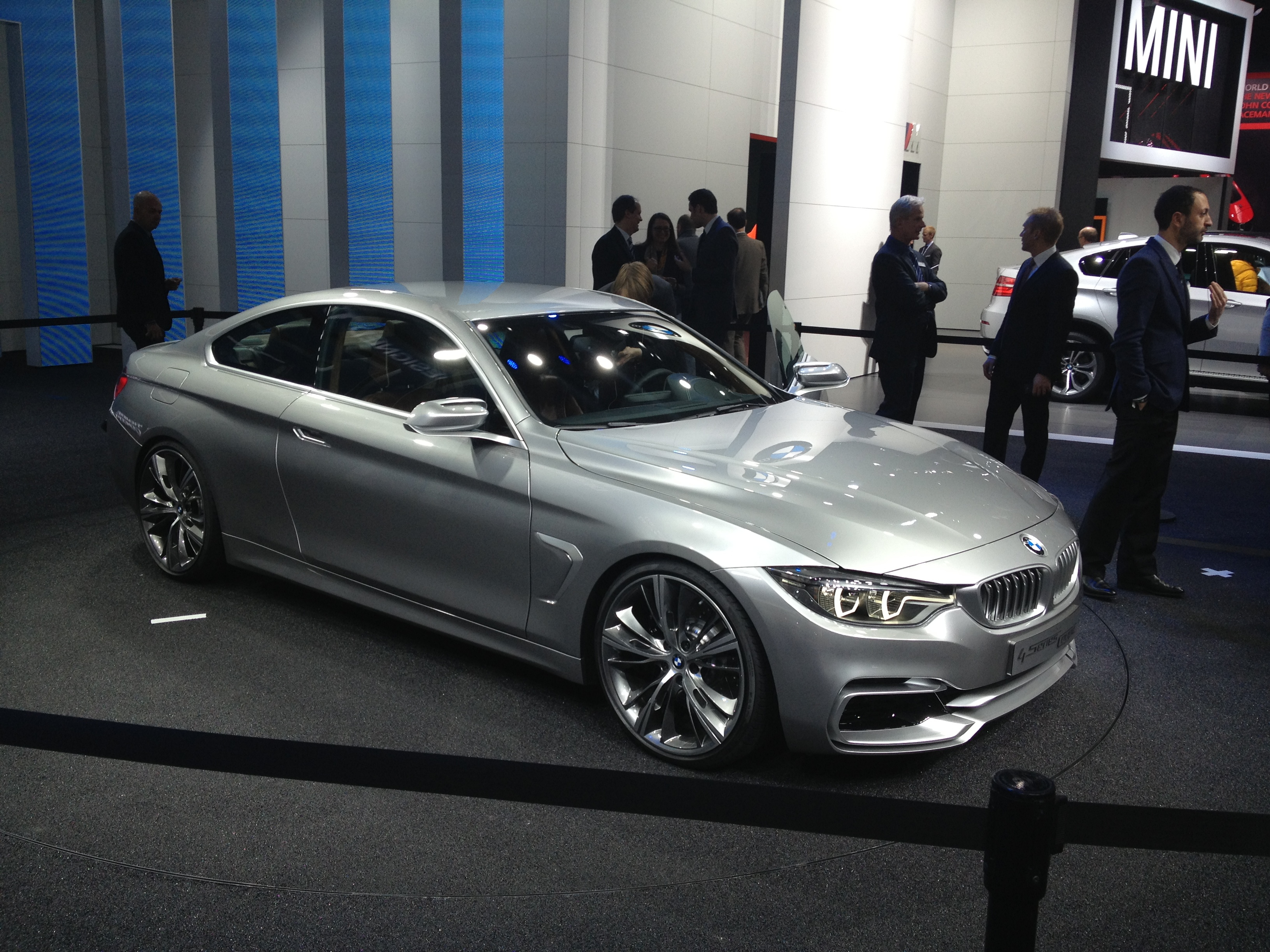
BMW Concept 4 sorozatú kupé a 2013-as NYIAS-on

A "Concept 4 Series" hivatalos részletei 2012 decemberében jelentek meg, hangsúlyozva azt a szándékot, hogy az E92 3-as sorozatú kupéját egy új 4-es modellsorozattal váltsák fel.
2013-ban a koncepcióautót (Concept 4 Series Coupé néven) mutatták be az észak-amerikai nemzetközi autószalonon.
Elődjéhez, az E92-höz képest az F32 tengelytávja 50 mm-rel hosszabb, a teljes hosszat 31 mm-rel, a szélességet 44 mm-rel növelték. Az első nyomtáv szélessége 1545 mm, a hátsó nyomtávolság 1593 mm, ami 45 mm-es illetve 80 mm-es növekedést jelent.

## Karosszériatípusok

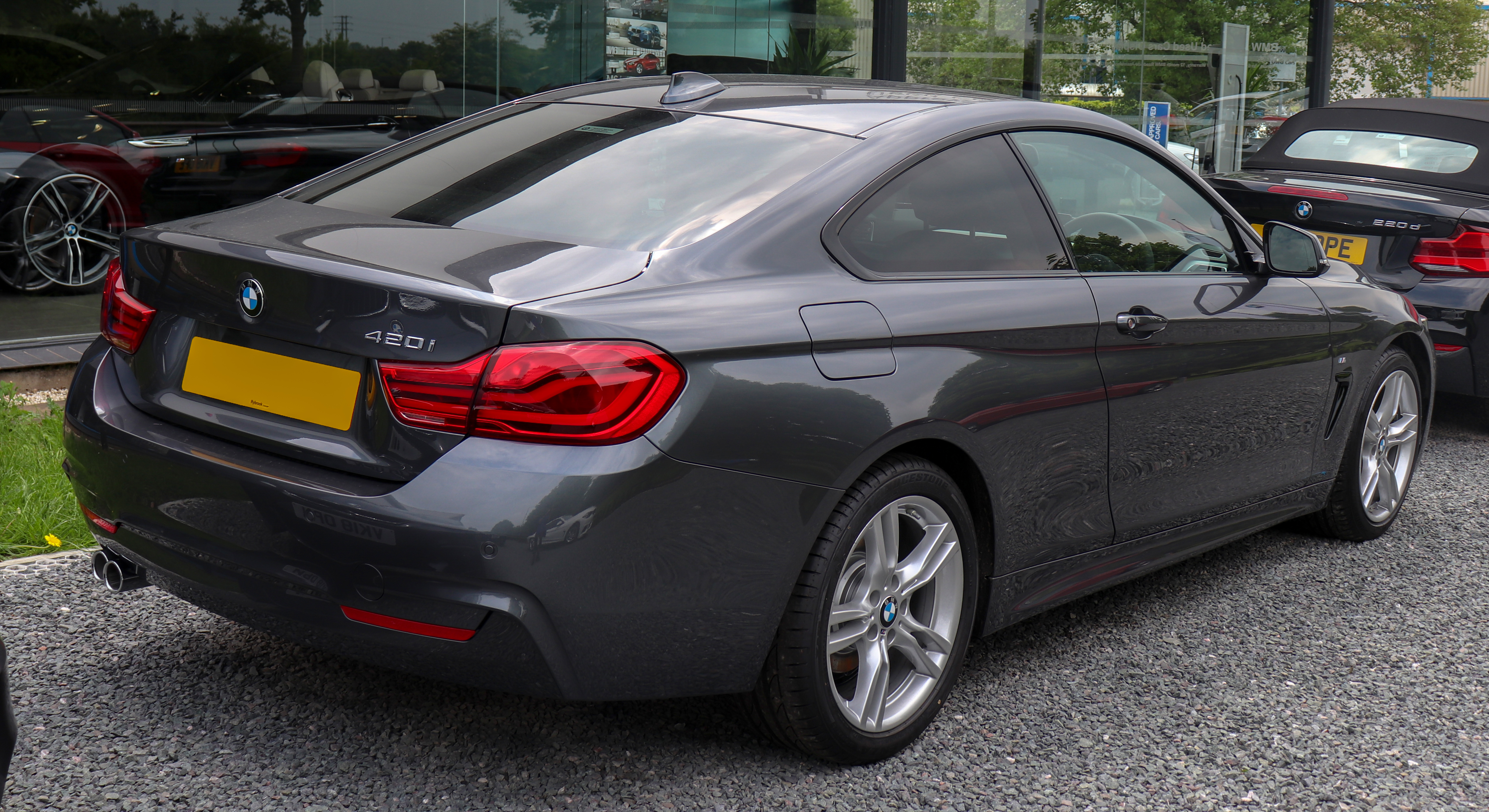
F32 Coupé
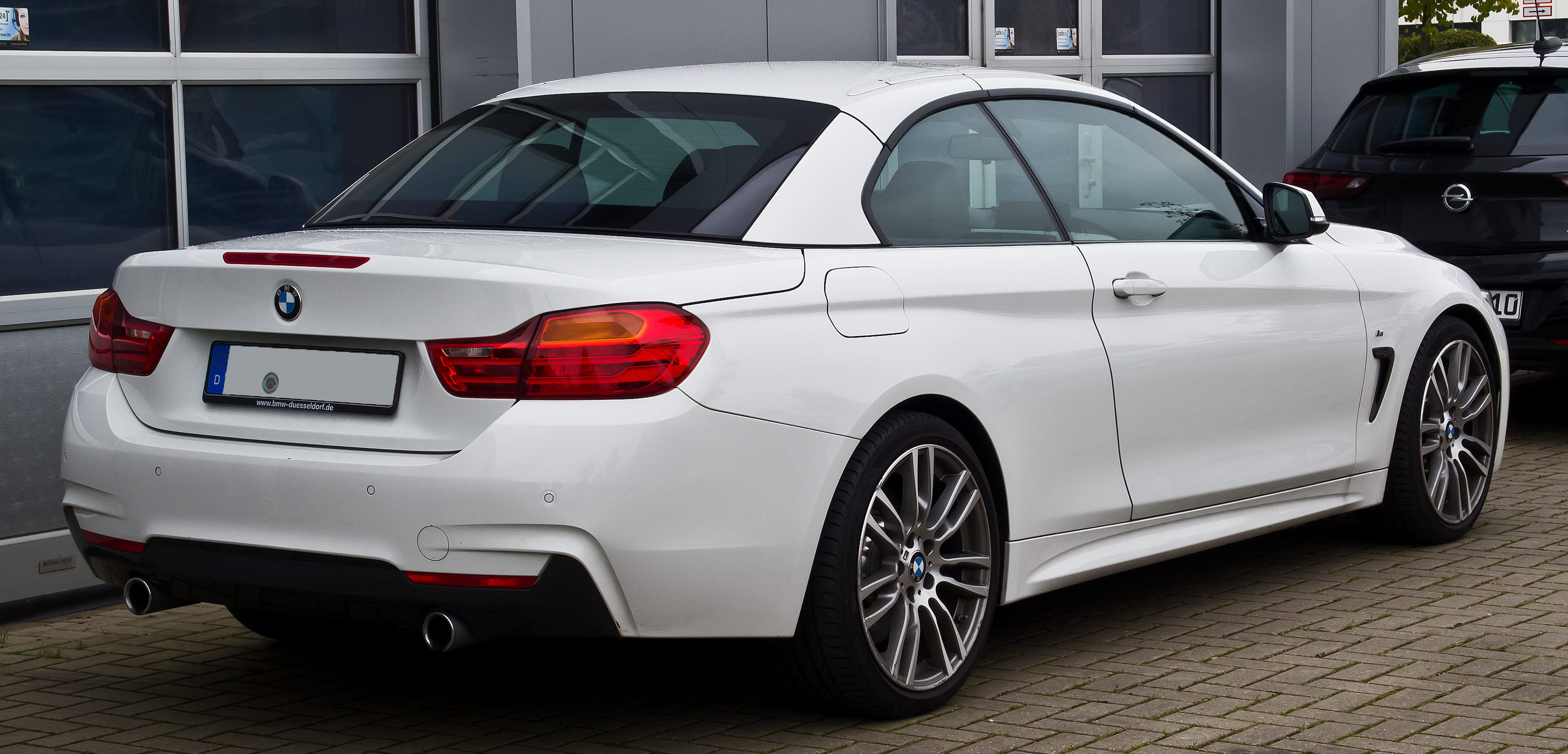
F33 kabrió
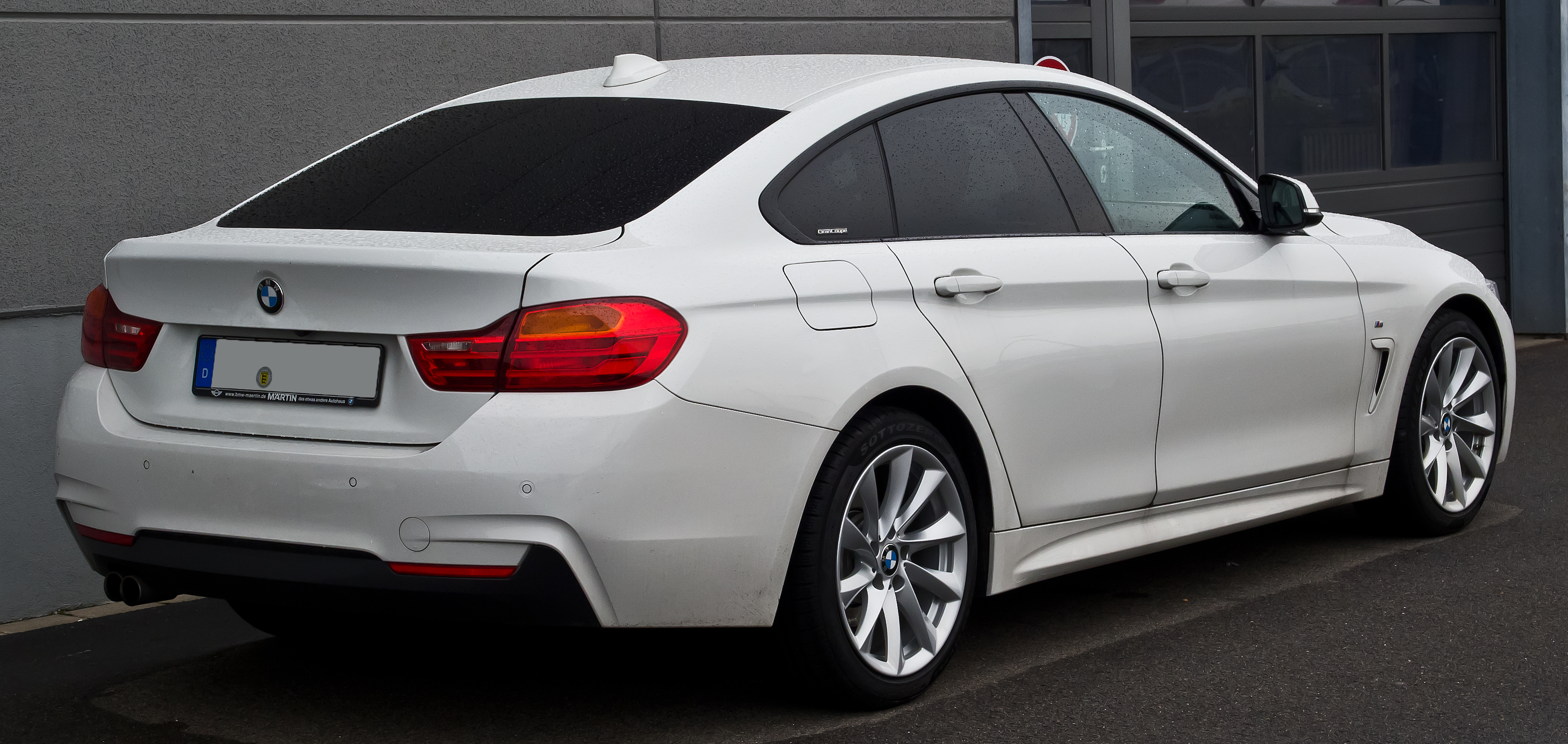
F36 Gran Coupé

### Coupé (F32)
A Coupé modelleket 2013 szeptemberében mutatták be a frankfurti autókiállításon. Az első modellek a 428i és 435i benzines valamint a 420d dízeles változatok voltak.
2013 hátralévő részében a következő modelleket adták a sorozathoz: 420i, 420d, 425d, 430d és 435d. 2014-ben a 418d modellt bocsátották ki. A legtöbb modell összkerékmeghajtással ("xDrive") is kapható.

### Kabrió (F33)
A kabrió karosszériát a 2013. évi Tokiói Autószalonon mutatták be, ezt követte a 2013. évi Los Angeles-i Autószalon.
A modell nemzetközi bemutatója Las Vegasban volt 2014 januárjában. Az első modellek a benzinmotoros 428i és 435i, valamint a dízel 420d voltak. A négykerékmeghajtás (xDrive) néhány hónappal a bevezetést követően vált elérhetővé.

### Gran Coupé (F36)
A 4-es sorozatú Gran Coupé-t a 2014-es genfi autókiállításon mutatták be, amelyet 2014-ben a New York-i Nemzetközi Autókiállítás követett, majd a 13. Pekingi Nemzetközi Autókiállítás, 2014-ben. A Gran Coupé gyártása a dingolfingi üzemben 2014 júliusában kezdődött.
A 6-os sorozatú, nagyobb Gran Coupé-hoz (F06) hasonlóan, az F36 is kupé stílusú, de ferdehátú. Ugyanakkor az F36-nak is van C-oszlopa a hátsó ajtók mögött. Az F30 szedánnal összehasonlítva, az F36-ban 13 mm-rel kevesebb a fejtér, de ugyanakkora a csomagtér mérete. A hátsó ülések döntésével 1300 literre növelhető a csomagtér.
Az első modellek a benzinmotoros 420i, 428i és 435i, valamint a dízelmotoros 418d és 420d voltak. A 435i Gran Coupé tömege körülbelül 91 kg-mal nagyobb, mint a hasonló F30 335i szedáné.

### Facelift
A BMW 2017. január 16-án mutatta be a ráncfelvarrott LCI változatot (Life Cycle Impulse) a BMW 4-es sorozatához.

## Felszereltség

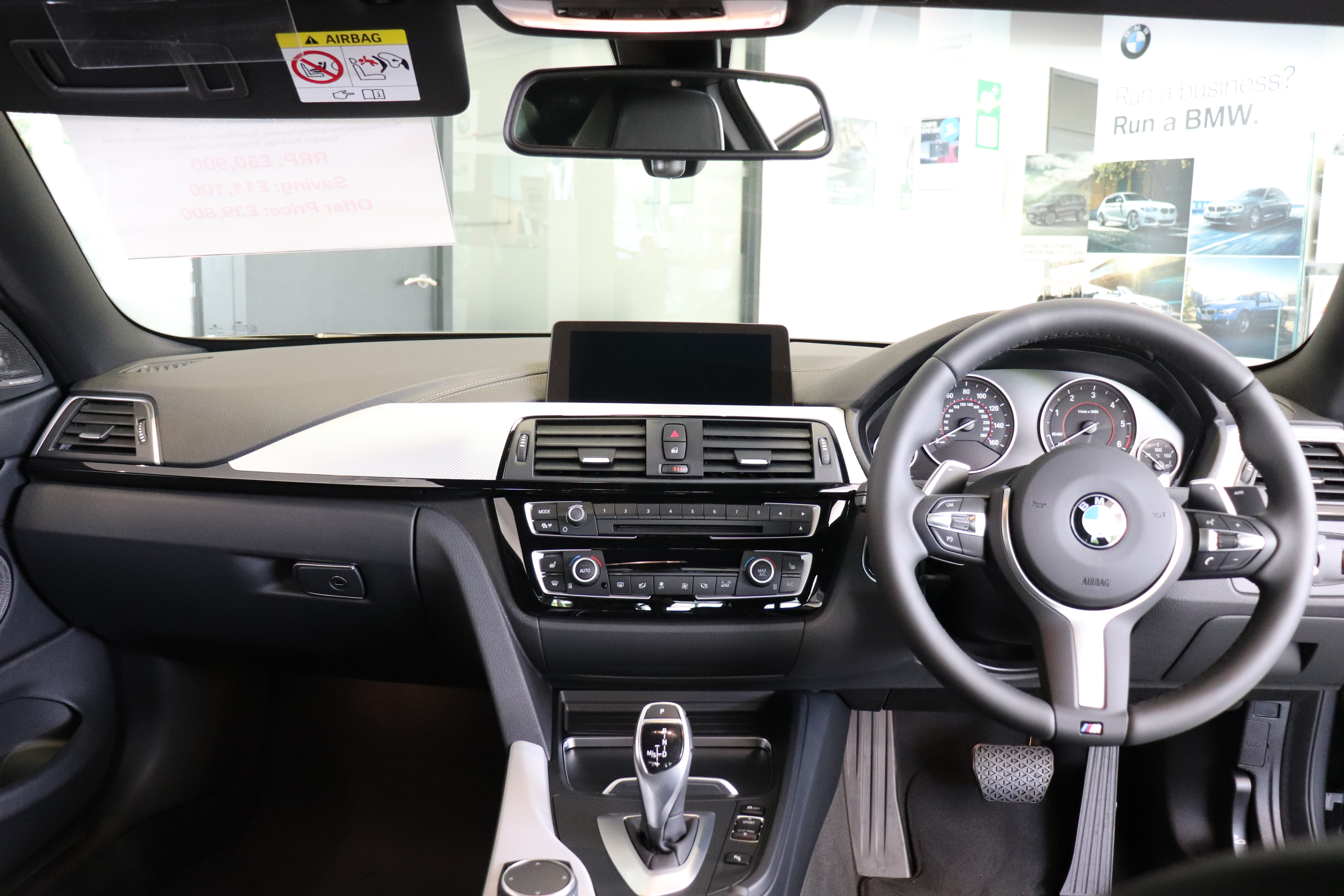
Belső (M-Perfromance modell)

A rendelkezésre álló felszereltség magában foglalja a head-up kijelzőt, a 8 sebességes automatikus sebességváltót és a LED fényszórókat.
Az opcionális "BMW M Performance" alkatrészeket a 2013-as Frankfurti Autószalonon mutatták be. A rendelkezésre álló frissítések tartalmaztak kipufogókat, teljesítmény-növeléseket, karosszériakészletet, önzáró differenciálművet, kormánykerekeket és belső burkolatot.

## Motorok

### Benzinmotorok
| Modell  | Évek      | Motor                                    | Teljesítmény                                      | forgatónyomaték                                         | 0–100 km / h (62 mph) |
| ------- | --------- | ---------------------------------------- | ------------------------------------------------- | ------------------------------------------------------- | --------------------- |
| 418i    | 2016-     | B38A15M0 1,5 l turbófeltöltő 3 henger    | 100 kilowatt (134 hp) 4400 – 6000 fordulat / perc | 220 newtonméter (162 ft⋅lb) 250 – 4300 fordulat / perc  | 9,6 másodperc         |
| 420i    | 2014-2016 | N20B20 2,0 l turbófeltöltő 4 henger      | 135 kilowatt (181 hp) 5000 – 6250 fordulat / perc | 270 newtonméter (199 ft⋅lb) 250 – 4500 fordulat / perc  | 7,3 másodperc         |
| 420i    | 2016-     | B48B20A 2,0 l turbófeltöltő 4 henger     | 135 kilowatt (181 hp) 5000 – 6000 fordulat / perc | 270 newtonméter (199 ft⋅lb) 350 – 4600 fordulat / perc  | 7,5 másodperc         |
| 428i    | 2013-2016 | N20B20 2,0 l turbó I4                    | 180 kilowatt (241 hp) 5000 – 6000 fordulat / perc | 350 newtonméter (258 ft⋅lb) 250 – 4800 fordulat / perc  | 5,8 másodperc         |
| 430i    | 2016-     | B48B20B 2,0 l turbófeltöltő I4           | 185 kilowatt (248 hp) 5250 – 6000 fordulat / perc | 350 newtonméter (258 ft⋅lb) 1450 – 4800 fordulat / perc | 5,8 másodperc         |
| 435i    | 2013-2016 | N55B30M0 3,0 l turbófeltöltő I6          | 225 kilowatt (302 hp) 5800 – 6500 fordulat / perc | 400 newtonméter (295 ft⋅lb) 1200 – 5000 fordulat / perc | 5,1 másodperc         |
| 440i    | 2016-     | B58B30M0 3,0 l turbófeltöltő I6          | 240 kilowatt (322 hp) 5500 – 6000 fordulat / perc | 450 newtonméter (332 ft⋅lb) 380 – 5000 fordulat / perc  | 5,0 másodperc         |
| M4      | 2013-     | S55B30T0 3,0 L kettős turbófeltöltésű I6 | 317 kilowatt (425 hp) 5600 – 7300 fordulat / perc | 550 newtonméter (406 ft⋅lb) 1800 – 5000 fordulat / perc | 4,1 másodperc         |
| M4 Comp | 2016-     | S55B30T0 3,0 L kettős turbófeltöltésű I6 | 331 kilowatt (444 hp) 7000 fordulat / perc        | 550 newtonméter (406 ft⋅lb) 1800 – 5000 fordulat / perc | 4,0 másodperc         |
| M4 CS   | 2017-     | S55B30T0 3,0 L kettős turbófeltöltésű I6 | 338 kilowatt (453 hp) 250 – 7000 fordulat / perc  | 600 newtonméter (443 ft⋅lb) fordulat / perc             | 3,9 másodperc         |
| M4 GTS  | 2016-     | S55B30T0 3,0 L kettős turbófeltöltésű I6 | 368 kilowatt (493 hp) 6250 fordulat / perc        | 600 newtonméter (443 ft⋅lb) 4000 – 5000 fordulat / perc | 3,8 másodperc         |

### Dízelmotorok
| Modell      | Évek      | Motor                                          | Erő                                        | forgatónyomaték                                         | 0–100 km / h (62 mph) |
| ----------- | --------- | ---------------------------------------------- | ------------------------------------------ | ------------------------------------------------------- | --------------------- |
| 418d        | 2014-2019 | N47D20 2,0 l turbófeltöltő 4 henger            | 105 kilowatt (141 hp) 4000 fordulat / perc | 300 newtonméter (221 ft⋅lb) 1750–3000 fordulat / perc   | 8,6 másodperc         |
| 418d        | 2015-     | B47D20 2,0 l turbófeltöltő 4 henger            | 110 kilowatt (148 hp) 4000 fordulat / perc | 320 newtonméter (236 ft⋅lb) 1500–3000 fordulat / perc   | 8,6 másodperc         |
| 420d        | 2013-2015 | N47D20 2,0 l turbófeltöltő 4 henger            | 135 kilowatt (181 hp) 4000 fordulat / perc | 380 newtonméter (280 ft⋅lb) 1750–2,750 fordulat / perc  | 7,3 másodperc         |
| 420d        | 2015-     | B47D20 2,0 l turbófeltöltő 4 henger            | 140 kilowatt (188 hp) 4000 fordulat / perc | 400 newtonméter (295 ft⋅lb) 1.750–2.500 fordulat / perc | 7,1 másodperc         |
| 425d        | 2014-2016 | N47D20O1 2,0 l iker-turbófeltöltő 4 henger     | 160 kilowatt (215 hp) 4400 fordulat / perc | 450 newtonméter (332 ft⋅lb) fordulat / perc             | 6,5 másodperc         |
| 425d        | 2016-     | B47D20O1 2,0 l iker-turbófeltöltő 4 henger     | 165 kilowatt (221 hp) 4400 fordulat / perc | 450 newtonméter (332 ft⋅lb) 1500–3000 fordulat / perc   | 6,1 másodperc         |
| 430D        | 2014-     | N57D30O1 3,0 l turbófeltöltő 6 henger          | 190 kilowatt (255 hp) 4000 fordulat / perc | 560 newtonméter (413 ft⋅lb) fordulat / perc             | 5,5 másodperc         |
| 435d xDrive | 2014-     | N57D30T1 3,0 L kettős turbófeltöltésű 6 henger | 230 kilowatt (308 hp) 4400 fordulat / perc | 630 newtonméter (465 ft⋅lb) fordulat / perc             | 4,7 másodperc         |

## M4 verzió

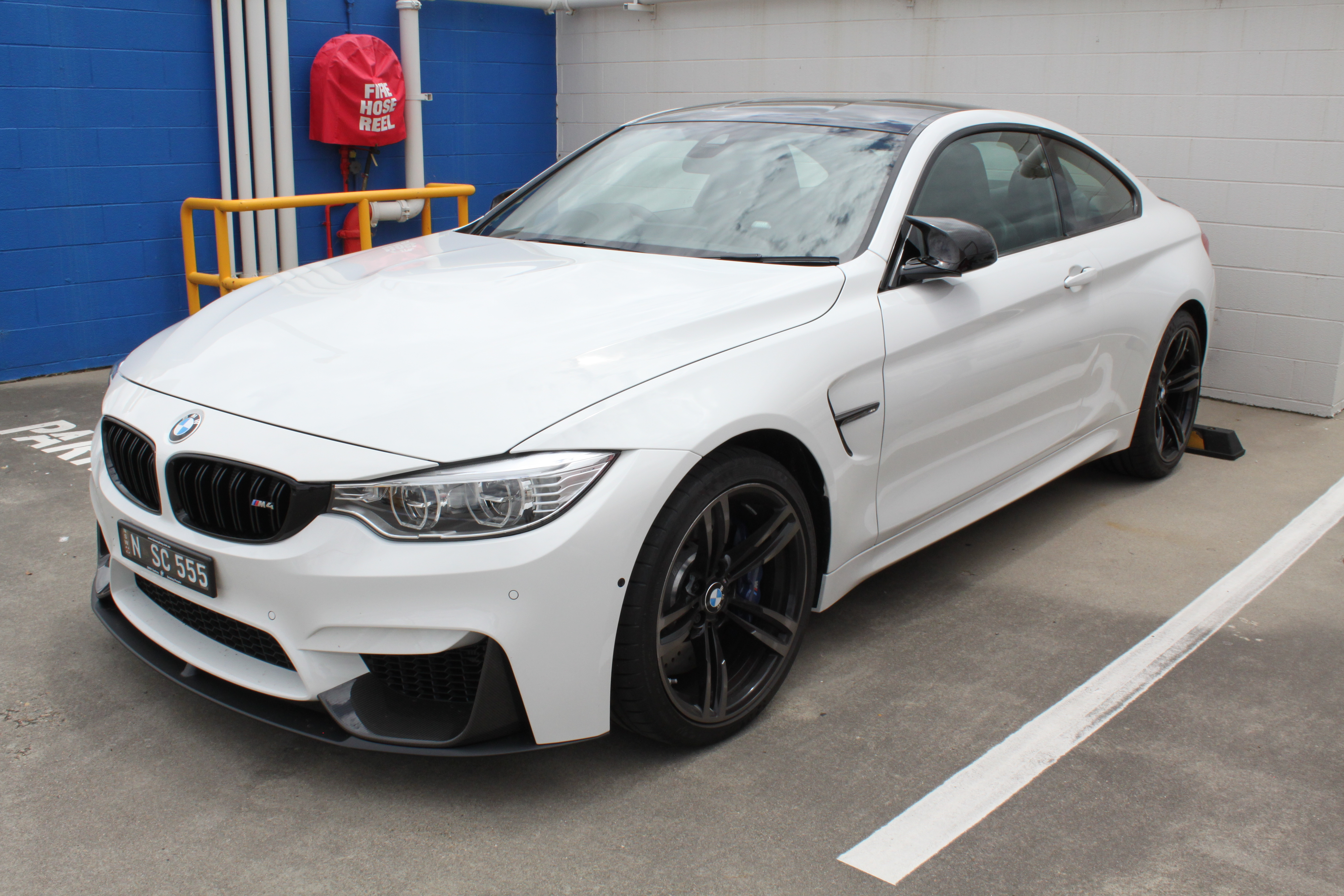
M4 Coupé (F82)

2014-ig a BMW M modellek ugyanazokat a modellkódokat használták, mint a többi modellcsalád. Ugyanakkor az F32 / F33 / F36 generáció volt az elsők egyike, ahol az M modellek különálló modellkódot használtak: F82 a kupéhoz és F83 az kabrióhoz.
Az F82 / F83 M4-et az S55 iker-turbófeltöltős, soros-6 hengeres motor hajtja, 431 LE névleges névleges teljesítménnyel és 550 Nm nyomatékkal. A sebességváltó vagy egy 6 fokozatú kézi, vagy egy 7 sebességes duplakuplungos (M-DCT).
Az M4  elektronikusan vezérelt, önzáró differenciálművel, elektromos kormányzással rendelkezik, kiegészítő csavarkötésekkel az alváz és a karosszéria között, az alumínium merevítéssel és öt lengőkaros hátsó felfüggesztéssel ami alumíniumból készül. A tető, a csomagtartó, a lengőkar és a kardántengely gyártásánál szénszálas anyagokat is használtak. Nem megszokott hogy a felfüggesztés közvetlenül az alvázhoz van csatlakoztatva, gumi perselyek nélkül. Az opcionális head-up kijelző további M-specifikus funkciókkal rendelkezik, mint például a sebességváltó kijelzője, a fordulatszámláló és az Optimum Shift Indicator.
A Concept M4 Coupé-t a 2013. évi Pebble Beach Concours d'Elegance autószalonon mutatták be, amelyet a 2013. évi Tokió Autókiállítás követett. A széria verziót ezután a 2014-es észak-amerikai Nemzetközi Autószalonon mutatták be amelyet a 13. Pekingi Nemzetközi Autókiállítás (2014) követett.

### M4 kabrió (F83)
A kabrió modellt a 2014-es New York-i Nemzetközi Autószalonon mutatták be, amelyet 2014. évi 22. Auto Mobil International Lipcse követett. A tető három részből álló, összecsukható fém keménytető, zajcsökkentő fedél és légfüggönyök. Opcióként szélfogó és nyakmelegítők álltak rendelkezésre.

## A modellév változásai

### 2016
- Korlátozott kiadású 435i ZHP Coupé modell, az USA-ban.[43]
- A motorokat továbbfejlesztették, az F30 3. sorozatú LCI modellekkel együtt. 
  - A 440i modell helyettesíti a 435i-t, a 430i modell pedig a 428i-t.
  - Bemutatták a 425d modellt [44]

### 2017 ráncfelvarrás
A BMW 4-es sorozatának ráncfelvarrott (LCI) modelljeit 2017 januárjában mutatták be, a frissített Coupé (F32 LCI) első képeivel, az új Snapper Rocks Blue (türkizkék) színű, és a Kabrió (F33 LCI), szintén új, Sunset Orange színben (élénk narancs). A Gran Coupé (F36 LCI) modellt ezüst színben mutatták be.
Az ráncfelvarrást (LCI) a 2018-os modellévre vezették be. A főbb változások a következők:
- Külső kialakítás változásai, beleértve az újratervezett LED-es fényszórókat, a hátsó lámpákat és a lökhárítókat[49]
- Belső változások, beleértve a frissített iDrive rendszert (6.0 verzió)[50]
- Felülvizsgált merevebb rugózás a Coupé és a Gran Coupé modelleken[51]
- Új kiegészítő díszítések, kerék- és külső színválaszték[52]

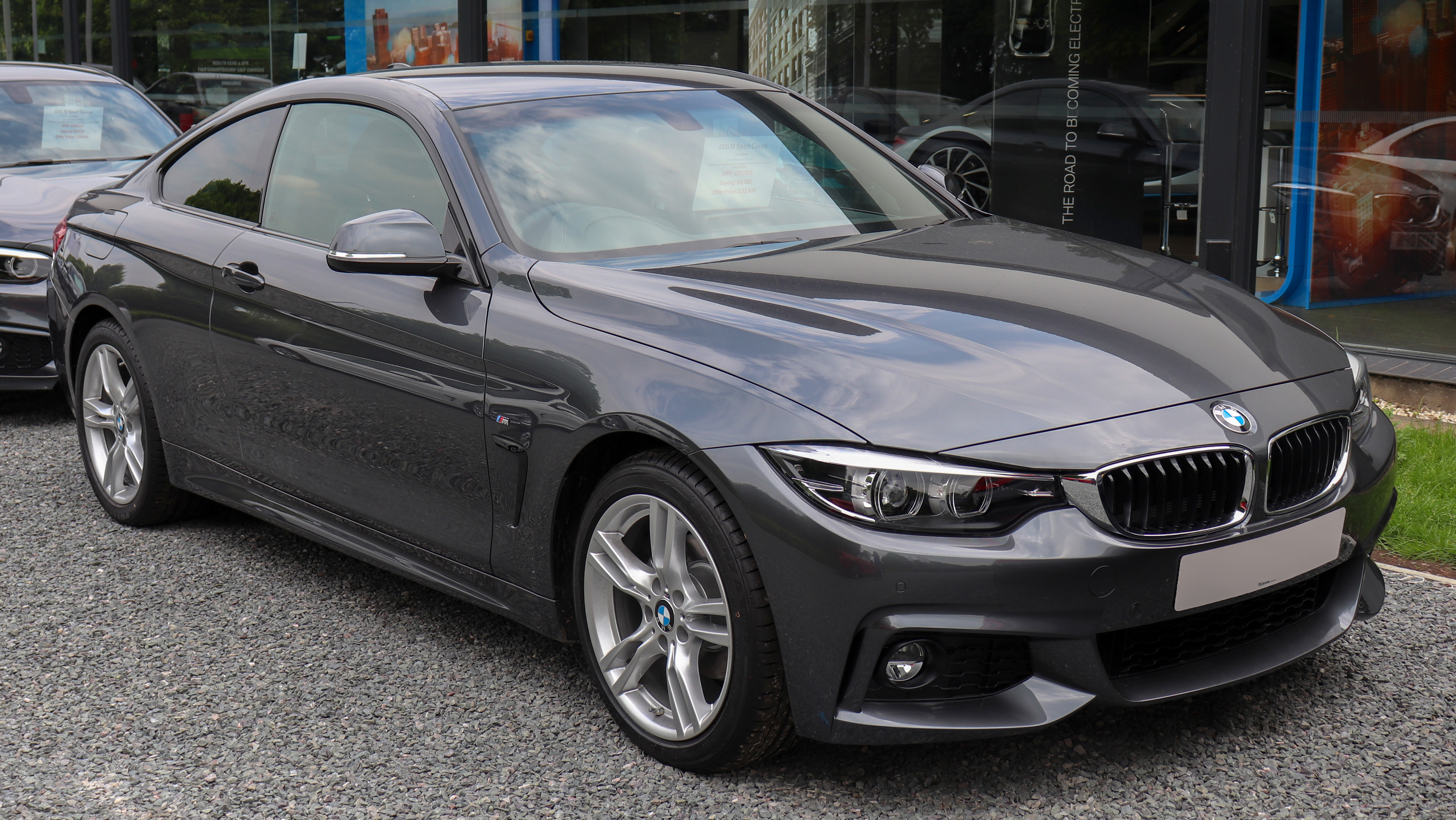
F32 2017 facelift M Sport (kupé)
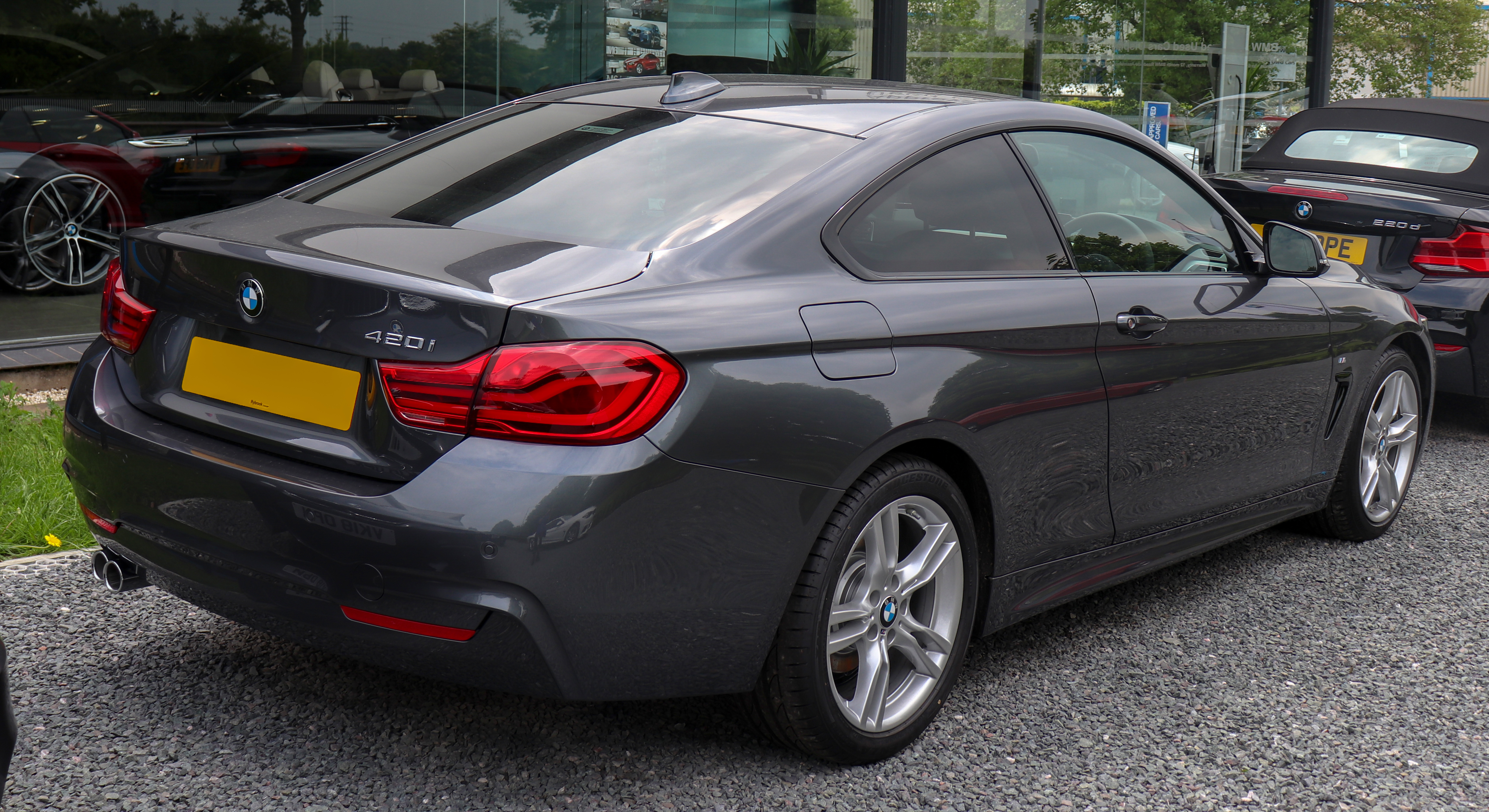
F32 2017 facelift M Sport (kupé)
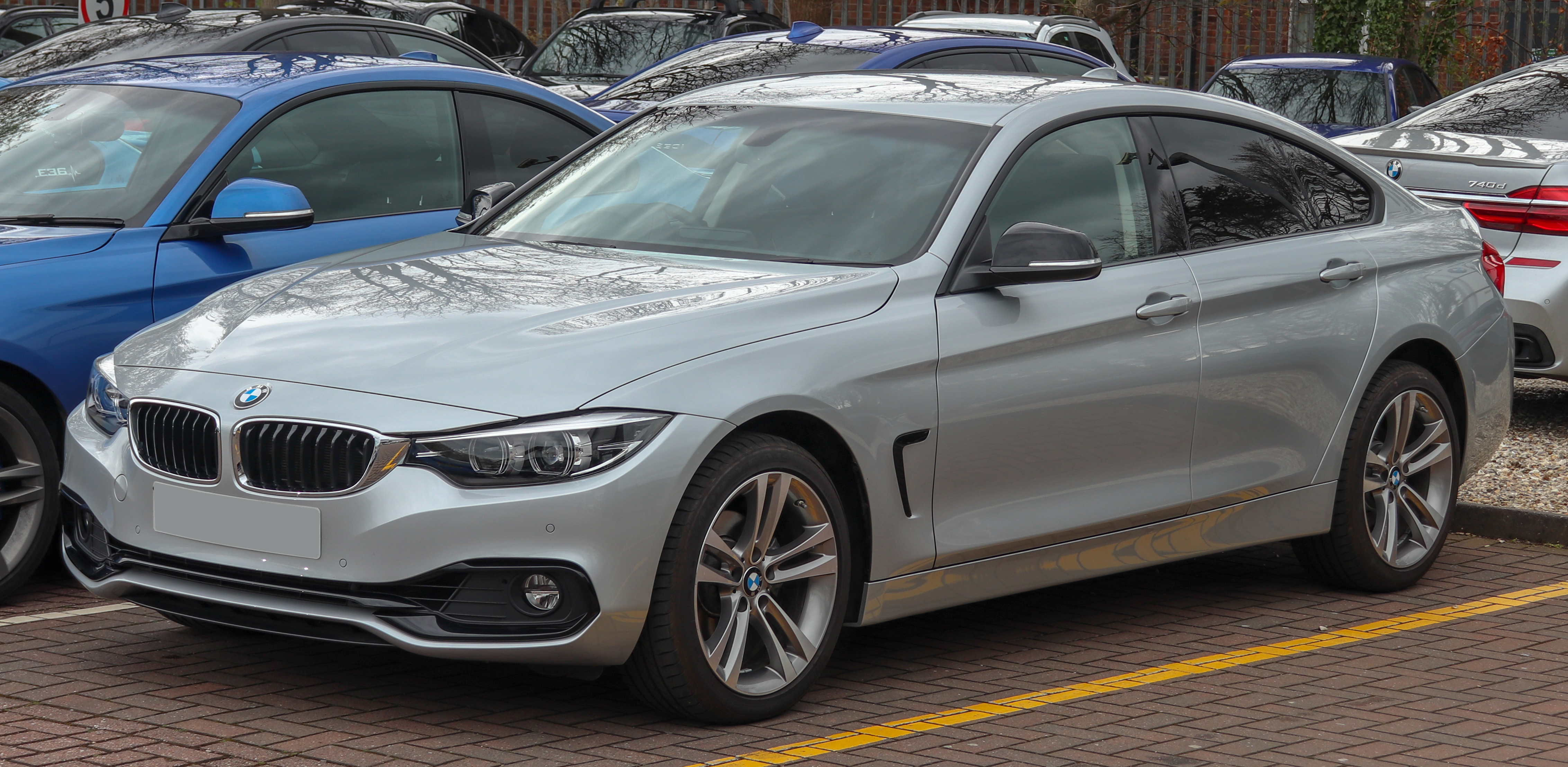
F36 2017 facelift Sport (Gran Coupe)
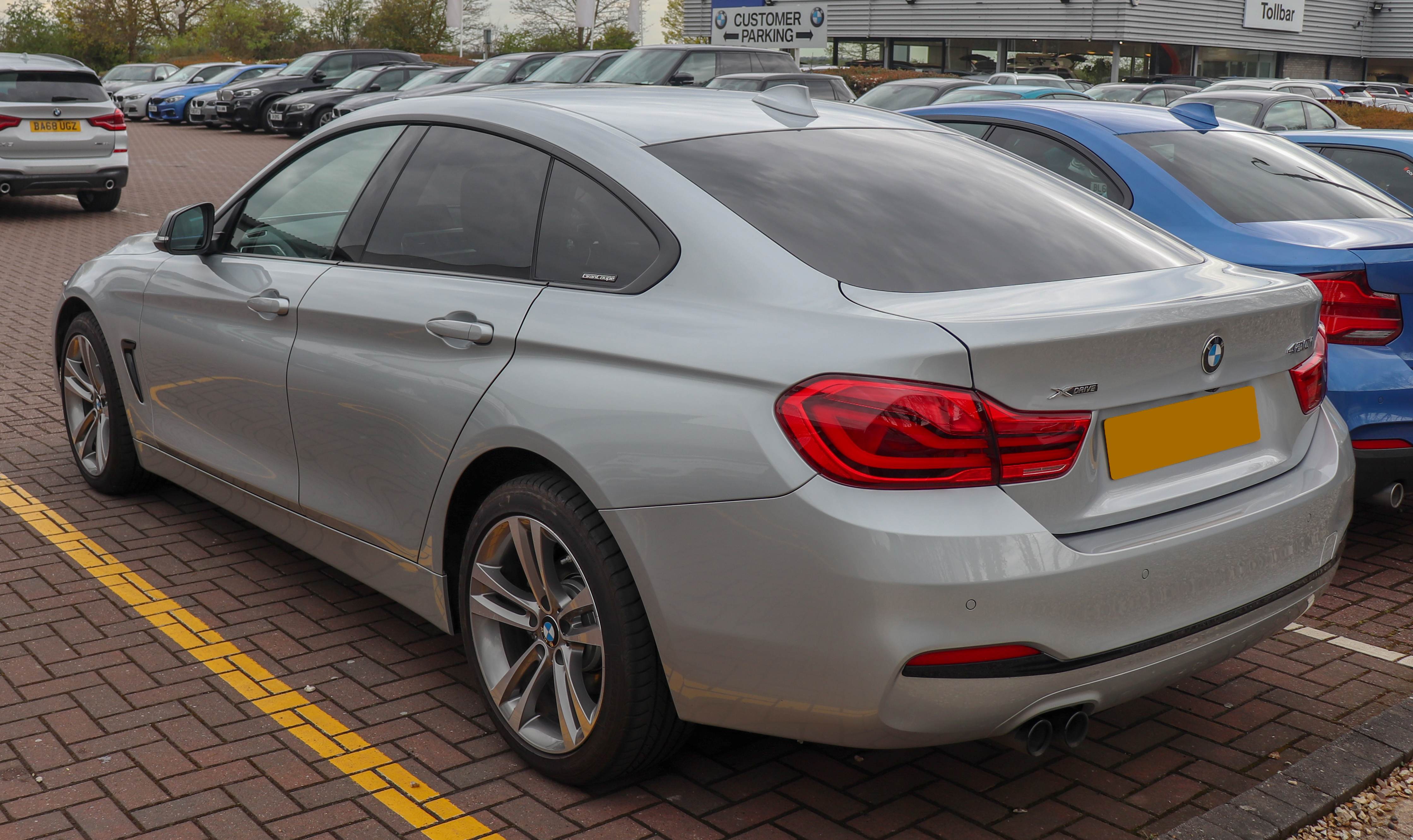
F36 2017 facelift Sport (Gran Coupe)
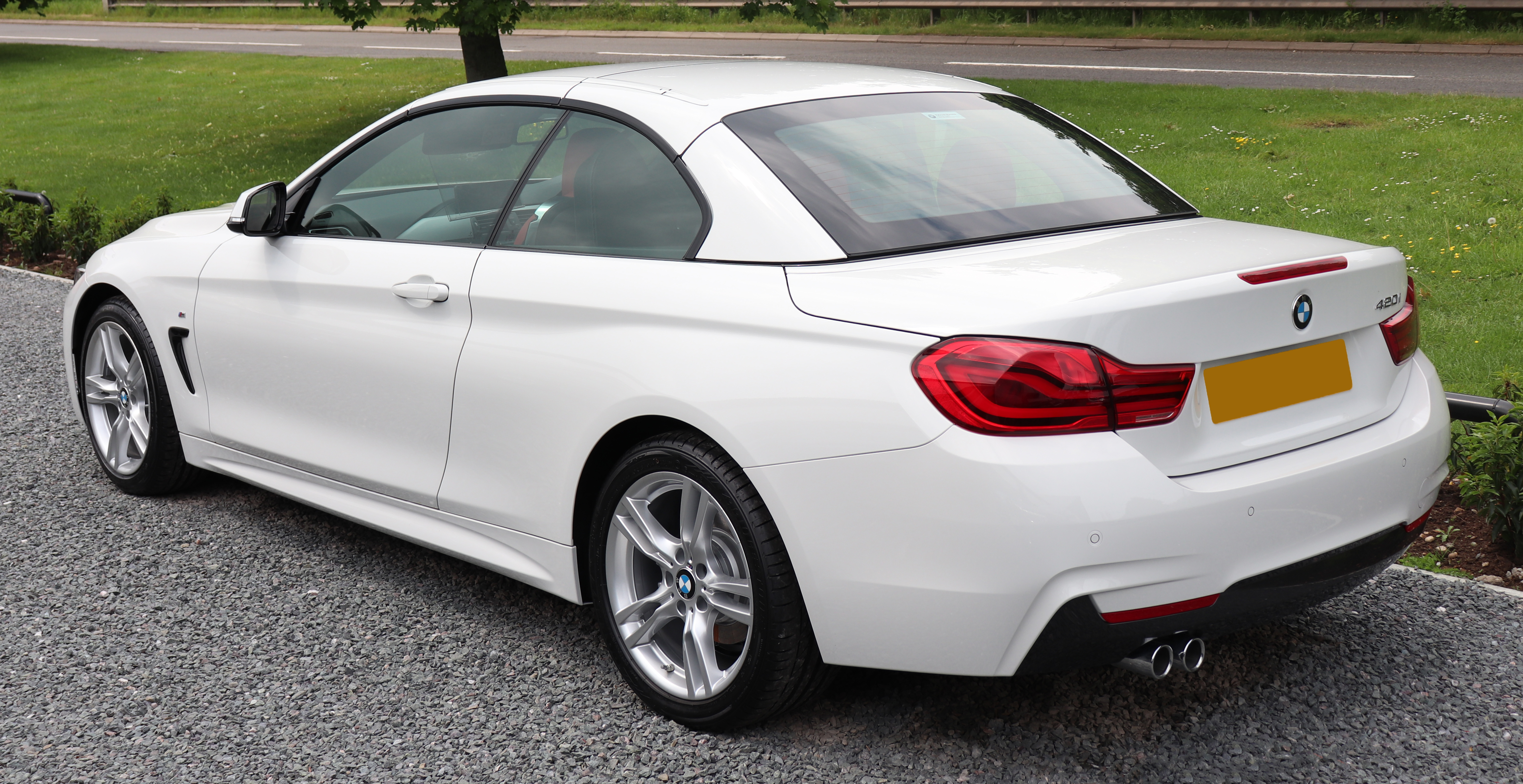
F33 2017 facelift M Sport (kabrió)

## Motorsport

### M4 DTM Touring Car

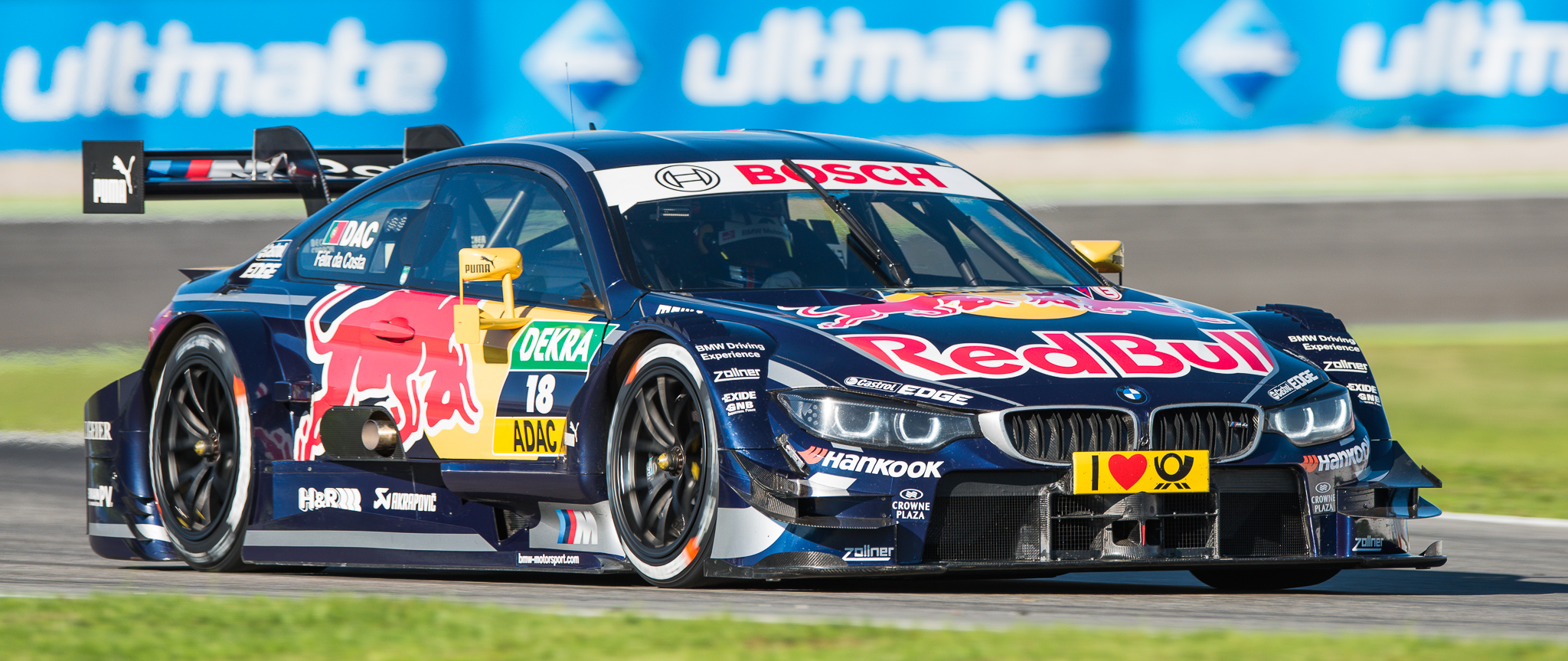
BMW M4 DTM

Az M4 DTM-et 2013-ban fejlesztették ki, felváltva az E92 M3 DTM -et. A DTM-ben 2014-től napjainkig versenyeztek. A fejlesztését a BMW főmérnök, Dominic Harlow tervezte, és a hivatalos ITR tesztek során mutatták be Budapesten. Az M4 DTM a 2013-as szezon végén váltotta fel a nyugdíjas BMW M3 DTM -et.
A 2014-es debütáló szezonban Marco Wittmann megnyerte a világbajnokságot az M4-gyel, a Team RMG pedig a csapatok bajnokságát. A 2016-os szezonban Marco Wittman ismét megnyerte a bajnokságot.

### M4 DTM Safety Car
Az M4-et 2014-től használták biztonsági autóként a DTM versenyeknél. Az M4 DTM Safety Car Recaro versenyülésekkel, roll bar-ral, "motorsport záras" motorháztetővel, LED-es lámpákkal a tetőn és LED-es lámpákkal az első kötényen rendelkezik.

### M4 MotoGP biztonsági autó
Az M4-et biztonsági autóként használták a MotoGP versenyein 2014-től kezdve. Az autót a 2014-es katari motorkerékpár nagydíján mutatták be. Rendelkezik Recaro versenyülésekkel, egy roll bar-ral, "motorsport záras" motorháztetővel, LED lámpák a tetőn és az első kötényen, a fő elektromos kapcsolóval a motorháztetőn, hátsó ülés nélküli, az üzemanyag-szivattyú rendszer, a tűzoltó készülékkel és a verseny kijelzővel a kormányon.

## Gyártási mennyiségek

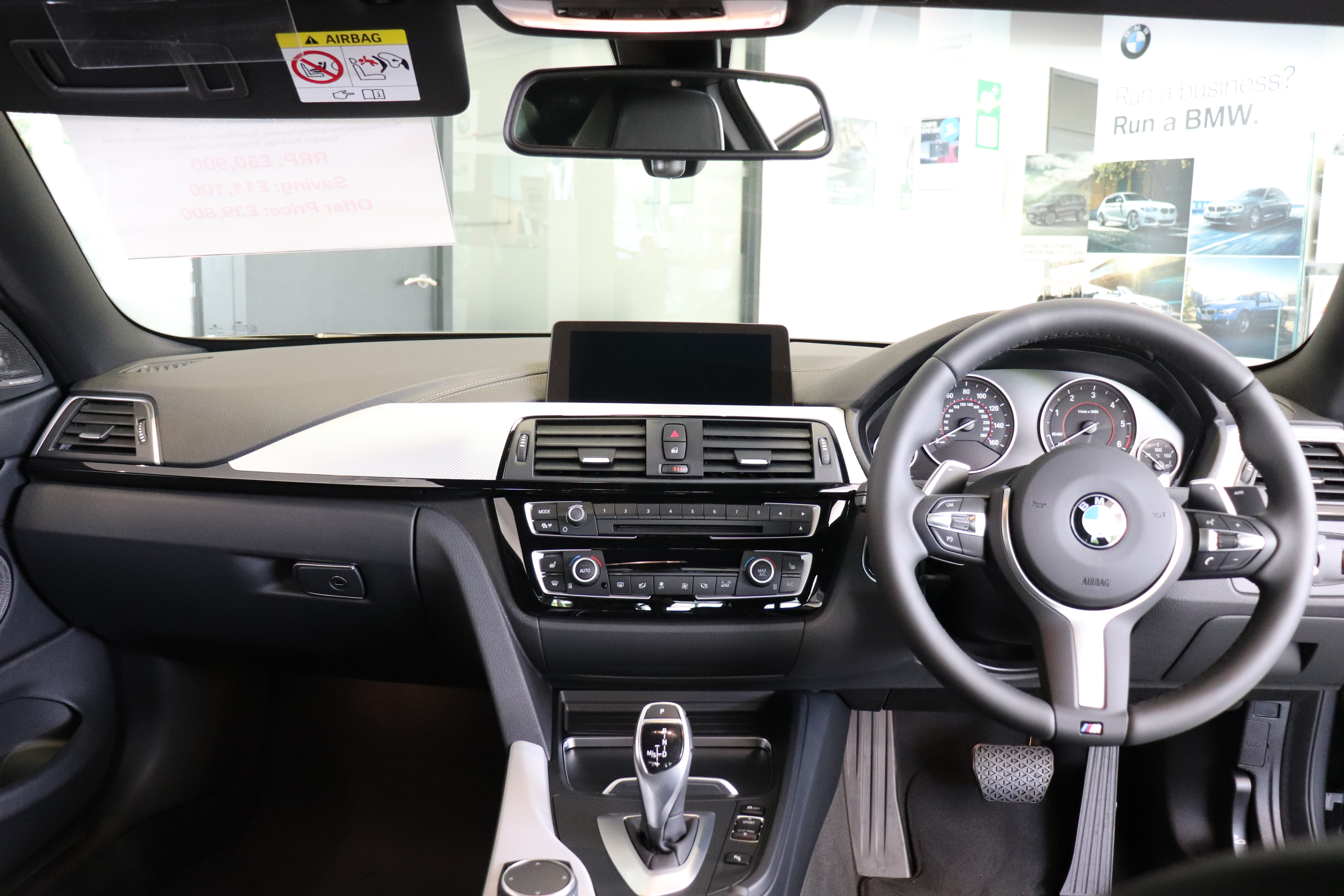
belső

Az F32 és az F82 M4 kupékat Münchenben gyártják, és a gyártás 2013 júliusában kezdődött. Az F33 kabrió Regensburgban készül, 2013. novembertől. Az F36 Gran Coupé-t Dingolfingben gyártják.
Az alábbiakban látható a 4-es sorozat gyártási mennyisége:
| Év      | Termelés |
| ------- | -------- |
| 2013    | 14763    |
| 2014    | 119580   |
| 2015    | 152390   |
| 2016    | 133272   |
| 2017    | 133104   |
| 2018    | 109887   |
| Teljes: | 662996   |

## Fordítás
- Ez a szócikk részben vagy egészben  a   BMW 4 Series (F32) című angol Wikipédia-szócikk ezen változatának fordításán alapul.  Az eredeti cikk szerkesztőit annak laptörténete sorolja fel. Ez a jelzés csupán a megfogalmazás eredetét és a szerzői jogokat jelzi, nem szolgál a cikkben szereplő információk forrásmegjelöléseként.